# Moricone
Cet article possède un paronyme, voir Morricone.
Moricone est une commune italienne de la ville métropolitaine de Rome Capitale dans la région Latium en Italie.

## Administration
| Période                                  | Période | Identité | Étiquette | Qualité |
| ---------------------------------------- | ------- | -------- | --------- | ------- |
|                                          |         |          |           |         |
| Les données manquantes sont à compléter. |         |          |           |         |

### Communes limitrophes
Monteflavio, Montelibretti, Montorio Romano, Palombara Sabina